# كأس أوكرانيا 2002–03
كأس أوكرانيا 2002–03 (بالأوكرانية: Кубок України з футболу 2002—2003)‏ هو الموسم 12 من كأس أوكرانيا. أقيم خلال الفترة 9 أغسطس 2002 وحتى 25 مايو 2003، وكان عدد الأندية المشاركة فيه 64، وفاز فيه دينامو كييف.